# TONNKO
TONNKO（あかいとんこ）（ペンネームは夏目花名/年齢非公開）は、日本の女性シンガーソングライター、音楽プロデューサー、作詞家、作曲家、編曲家、グラフィックデザイナー。
2005年7月6日、東芝EMIから「あかいとんこ（TONKO）」としてメジャー・デビュー、自社レーベル「TONKO Music Japan.」を設立、海外を中心に活動していたが、2012年音楽活動を休止。2016年12月に活動を再開。2017年に夏目哲郎と結婚、自社レーベル「T Music Japan」を夫と設立、またアーティスト名を「TONNKO（あかいとんこ）」に改名し活動を再開。

## 来歴
作詞、作曲、編曲、コーラス、ボーカル、ミキシング、マスタリング、スタイリスト、グラフィックデザイナー、音楽プロデューサー/ディレクターまでを全て自分自身で行う。透明感のある多重コーラスの楽曲を得意とする。
2005年7月6日に東芝EMIよりマキシシングル「One more night」でメジャー・デビュー。発売後のWeeklyぴあ等のランキングで日本全国10位を獲得。その後、自力で作ったコネクションである、ハリウッド/パリ・コレクション写真家「Oliver Siegfried（スイス人）」による熱烈なオファーに応え、Oliverの写真とコラボレーションしたCD「Sweet & Relaxed」を制作後の2008年、スイス・バーゼルでCD販売やイベント出演、Asianetでのイベントのスポンサーになるなど、活動を始める。また、ドイツ（ケーブルテレビ・イベント出演）、フランス（ライブ）、中国（天津TV出演2回）、アメリカ（Luxury Magazine by Victoria Napolitanoに掲載）からもオファーを受け活動の場を広げた。テレビ、ケーブルテレビ、ラジオ、 ドキュメンタリーFilm"YUME"のメインキャラクターとしての出演など、様々なイベントにも出演、日本文化に携わる着物や書道等のプログラムにも協力参加。日本では、慰問活動を多く行い、「One more night」がテレビ埼玉「One More Night」OPテーマとして使用され、ラジオ出演、全国FMラジオ80局に毎週流れる音楽番組「Star Dreamer」のテーマソングとして“Tonko’s Theme”が2008年に使用された。また川崎FMでラジオパーソナリティを務めている。
2012年よりライブ活動を休止していたが、2017年に、2007年からの音楽仲間であった夏目哲郎と再会・結婚。それを機に、今までTONNKO自身で制作していたオリジナル楽曲を、現在は夫と2人で共作している。作詞・作曲。プロデュースはTONNKO、音楽プロデュースは2人で行いながら、新たなTONNKOサウンドを発信、活動を「TONNKO」として再開している。

## 人物
複雑な家庭環境に生まれる。親族には書道家、画家、日本舞踊藤間流の師範、大企業の会長、政治家など、芸術家から企業家までいる血縁の中で育つ。高校生の頃に、日中に通り魔事件に巻き込まれ、被害者として精神的に大きなダメージを受け、心身ともに克服するのに、音楽に支えられたという。また、生まれながらにして喉の病気を患い、幼いころから変な声だといじめを受けるなど、いろいろな場面に直面し、20代前半に喉の手術を受けることを決心。術後、全く喋れない状態から発生練習を自己流で始め、音楽に触れ支えられた事から、音楽へ進む道を選ぶことを決心したという。若い頃に亡くした家族への思いを綴った歌詞の楽曲「Go away」や、父のような存在だった故マネージャーが世に出そうと計画していた楽曲「叶え星」は、本当に引き込まれる楽曲だ。音楽の世界だけでなく、ホテル業やロンドン皇室繋がりのVIP対応などもこなし、また自身のグラフィックデザイン会社を設立し独学でデザインを勉強しながら仕事としてデザインを請け負い、運営していたこともあるとのこと。

### 親族
- 曽祖父 - 佐伯卯四郎（政治家）
- 義曾祖父 - 夏目漱石（小説家）
- 祖父 - 伊藤崖秋 - （書道家）
- 祖父 - 佐伯速雄（画家）
- 義祖父 - 夏目伸六（随筆家）
- 大叔父 - 佐伯進（ノリタケカンパニーリミテド社長）
- 叔母 - 舛田久美子（日本舞踊藤間流師範、伊藤崖秋の娘）
- 夫 - 夏目哲郎（音楽プロデューサー・作曲家・編曲家で夏目漱石の曽孫）

## 経歴
1996年
- 1996年 - 修善寺「虹の里」テーマソングのボーカルを担当。本名活動している際に行う。

2005年
- 4月ー9月　テレビ埼玉「One more night」に鉄拳と出演。
- 7月6日、東芝EMIからマキシシングル「One more night」を発売
  - プロデュース・作詞・作曲：Akai Tonko、 編曲：鈴木健治、 ディレクター：河田為雄
  - エンジニア：飯塚明、Tr2：Key: 安部潤、 ソプラノサクソフォーン：鈴木明男

- 7月21日　「Weekly ぴあ」全国ランキングで10 位を獲得。

2006年
- 12月21日　Akai Tonko初のライブを秋葉原 dress Tokyoで開催。

2007年
- 5月、スイスへ渡航。
- 8月25日「あらいぐまラスカル」30周年を記念して子供向け英語教材のDVD制作にシンガー（アーティスト名：HAPPY）として参加。
  - 「あそぼう☆おどろう ラスカル ENGLISH」青春出版社
  - 企画制作：トリプロデュース㈱ うた：HAPPY(Akai Tonko/あかいとんこ), 沙羅
  - 「あらいぐまラスカル」の英語歌詞のボーカルとして歌唱。
- 7月ー9月、ドイツのドキュメンタリー映画「YUME」に出演するメインキャラクターとしてオファーを受けロケ敢行。
- 11月、中国天津TVの音楽番組「M Star」に出演、2曲歌唱。
- 12月、パリコレクションショーモデルの専属カメラマンとなった「Oliver Siegfried」からの熱烈なオファーにより、スイスのバーゼルでクリスマスイベント「Live show at ATLANTIS in Basel」出演、及び写真撮影「Photo Shooting by Oliver Siegfried at Photo Studio in Basel」を行う。

2008年
- 1月、中国天津TVの音楽番組「M Star」に2度目の出演。2曲歌唱。
- 4月、アルバム「Sweet&Relaxed」をTONKO Music Japan より発売。
  - 作詞・作曲・編曲・プロデュース・打ち込み・デザイン：Akai Tonko
- 5月、スイス/バーゼルへ渡航。「Sweet & Relaxed」のCDを店頭発売。バーゼルを起点に、ドイツ、フランス、アメリカへ活動を広 げる。

- 5月30日、ドイツのハンブルクでのケーブルテレビ番組「Singer songwriter slam」に出演。 インタビュー・1曲歌唱。
- 6月28日、ドイツのララハで行われた『Stimmen Festival』に唯一の日本人アーティストとして出演。2 回の30分ステージを2回行う。
- 8月、ハリウッド雑誌"Hopelessly Romantic Magazine"in USA8月号に「Akai Tonko」が2ページ写真 PR/インタビュー記事の掲載が決定される。
- 8月ー10月、スイスのミュージシャン2名「Marc Glaser」「Thomas Webb」とそれぞれ作曲活動を行い、セッションにも参加。
- 10月18日、スイスのイベント「Miss Asia 2008 Final Stage in GRAND CASINO BASEL」にスポンサーとして、またゲストシンガーとして出演参加ずる。(by Asianet.net)
- 10月25日、スイス/バーゼルで行われた「Japanese Party Live show in Basel」にメインゲストとして歌唱出演。
- 11月5日から約1週間渡米。アメリカの雑誌掲載の件で、Hopelessly Romantic Magazineの社長Victoria Napolitanoを訪問。ホームパーティーなどにも参加し、その際に自閉症の子供の具合が良くなったと会いに来たファンへピアノの弾き語りで歌唱する。
- 11月、日本へ一旦帰国。翌2010年にかけて、新CD制作、月1回のワンマンライブ、慰問活動を積極的に行う。

2010年
- 7月10日、シンガーソングライターの中田朝子とのユニット「AcousticA」として、duo MUSIC EXCHANGEに出演。

2011年
- 4月、アルバム「叶え星～Wishing star」をTONKO Music Japanより発売。
  - 作詞・作曲・編曲・プロデュース・打ち込み・デザイン：Akai Tonko

- 8月9日、水道橋ふらっとんライブ出演。
- 8月27日、渋谷 HAZARD ライブ出演。
- 9月4日、池尻大橋  RockerRoom6周年レディース･ボーカルデー・ライブ出演。
- 10月1日、ドイツ/ケルンにて MV制作。
- 10月30日、渋谷 LOOPライブ出演。
- 11月8日、水道橋ふらっとんライブ出演。
- 11月11日、ワンマンライブ「TONKO's Secret LIVE!」を行う。
- 11月30日、大阪慰問ライブ｢大阪のクリスマスに児童養護施設の子供たちに温もりを」『大きな手』のチャリティイベント出演（ひまわり基金）。
- 12月、静岡県慰問「かけがわ苑＋ききょう荘～みんなで歌おう!」チャリティライブ出演。
- 12月2日、麻布十番「RANDY」にてクリスマスライブ。
- 12月9日、池尻大橋 RockerRoom ライブイベント出演。
- 12月27日ー翌1月15日、ドイツ/ケルンにて音楽制作/プロモーション。

2012年
- 4月22日ー5月13日・9月16日ー10月7日、ドイツ/ケルンにて音楽制作/プロモーション。
- 12月28日ー翌1月1日、ドイツ/デュッセルドルフにて音楽制作、プロモーション。

2013年
- 日本ードイツ/デュッセルドルフースイス間にて活動。
- 年末～活動休止。

2017年
- 前年2016年末、日本にて活動再開を宣言。アーティスト名を「TONNKO」へ改名。「TONKO Music Japan.」を「T Music Japan」に改名。
- 2017年9月29日、夏目哲郎 Presents Music Festa 2017 に出演。
- 11月、「Spotify」で CD「One more night」とCD「Sweet&Relaxed」の楽曲が配信。
- 11月18日、渋谷クロスFM「あなたと私～菜摘美～」にラジオ出演。 出演：菜摘美、TONNKO
- 12月10日、上大岡 Chanboir にてライブ出演。
- 12月23日、神田 Space CUBEにて開催、TONNKO Presents with Luuka「記念トリプル Birthday&Christmas」ツーマンライブ（AbemaTV FRESH!生放送）。
- 12月31日、神田 Space CUBEにて開催、夏目哲郎 Presents「年越しカウントダウンライブ」出演（AbemaTV FRESH!生放送）。

2018年
- 1月27日、神田 Space CUBEにてTONNKO Happy Birthday～遅ればせながら～& ERIKO 2018 年初東京 LIVE!イベンを神田 Space CUBEにて開催（AbemaTV FRESH!生放送）。
- 2月26日、香港の「Henrietta Secondary School」にて、審査員を務め、日本からのゲストシンガーとして夏目哲郎（キーボード）とHilson Chan（ギター）とともに出演。

## ディスコグラフィー

### CD
- 2005年　マキシシングル「One more night」あかいとんこ(TONKO)としてリリース。
  - 参加ミュージシャン：鈴木健治、安部潤、鈴木明男
  - ディレクター：河田為雄（東芝EMI）、トータルプロデュース：TONNKO
- 2007年　「あそぼう☆おどろう ラスカル ENGLISH」青春出版社
  - 企画制作：トリプロデュース㈱うた：HAPPY (Akai Tonko/あかいとんこ)・沙羅
  - 日本アニメ「あらいぐまラスカル」の英語版。
- 2008年　アルバム「Sweet & Relax」発売。TONKO Music Japan。
  - Akai Tonkoとしてスイス/バーゼルで先行発売後、世界販売・配信。
  - トータルプロデュース：TONNKO
- 2009年　期間限定作品ヨーロッパ制作コラボレーションCD「Akai Tonko」発売。TONKO Music Japan
  - ミュージシャン：Marc Glaser、Thomas Webb
  - トータルプロデュース：TONNKO
- 2011年　アルバム「叶え星～Wishing star」発売。TONKO Music Japan。Akai Tonkoとしてリリース。
  - ミュージシャン：中村美保
  - トータルプロデュース：TONNKO

### テレビ
- 2005 - 2006年　テレビ埼玉、音楽番組「One more night」出演。共演：鉄拳。
  - レポーター兼任。OPテーマ「One more night」。
- 2008年　ドイツのハンブルクでのケーブルテレビ音楽番組「Singersongwriter Slam」に、初日本アーティストとして出演。

### ラジオ
- 2008年
  - かわさきFM　TONKOの「Keep alive」　30分生放送番組のラジオパーソナリティ
  - 全国FMラジオ80局に毎週流れる音楽番組「Star Dreamer」のテーマソングとして「Tonko’s Theme」が採用。
- 2017年11月　渋谷クロスFM「あなたと私～菜摘美～」に出演。出演者：菜摘美、TONNKO
- 2018年3月　渋谷クロスFM「Magistiwn now」に江崎社長との対談のためゲストとして出演。出演者：社長：江崎洋幸、Love、TONNKO

### 雑誌
- 「Weeklyぴあ」
  - 2005年7月、日本全国10位のシンガーソングライターとして掲載。
- 「ブラジルニッケイ新聞」
  - 2005年、日本のシンガーソングライターとして、写真家Nobuo Michelangelo Takanoの紹介で掲載。
- 「Hopelessly Romantic Maganize　アメリカ、カリフォルニア」
  - 2008年、社長Victoria Napolitanoにより初日本アーティストの紹介として掲載。